# Эйникайт
Э́йникайт (идиш אײניקײַט‎ — «единство») — печатный орган Еврейского антифашистского комитета (1942—1948). Тираж в 1945 году — 10 000 экз. Распространялась в СССР и за рубежом. Основана 7 июня 1942 года, публикации прекращены 20 ноября 1948 года в ходе развернувшейся кампании по «борьбе с космополитизмом».
Ответственным редактором газеты был назначен Шахно Эпштейн, секретарь Еврейского антифашистского комитета. Членами редколлегии были Давид Бергельсон, Иехезкель Добрушин, Самуил Галкин, Соломон Михоэлс, Лев Стронгин, Ицик Фефер, Лейб Квитко, Арон Кушниров, Семён Рабинович. Систематически подвергалась критике за национализм, а также недостаточную пропаганду советского патриотизма и интернационализма.

## Сотрудники
- Ханан Абрамович Вайнерман